# Charles Cordier

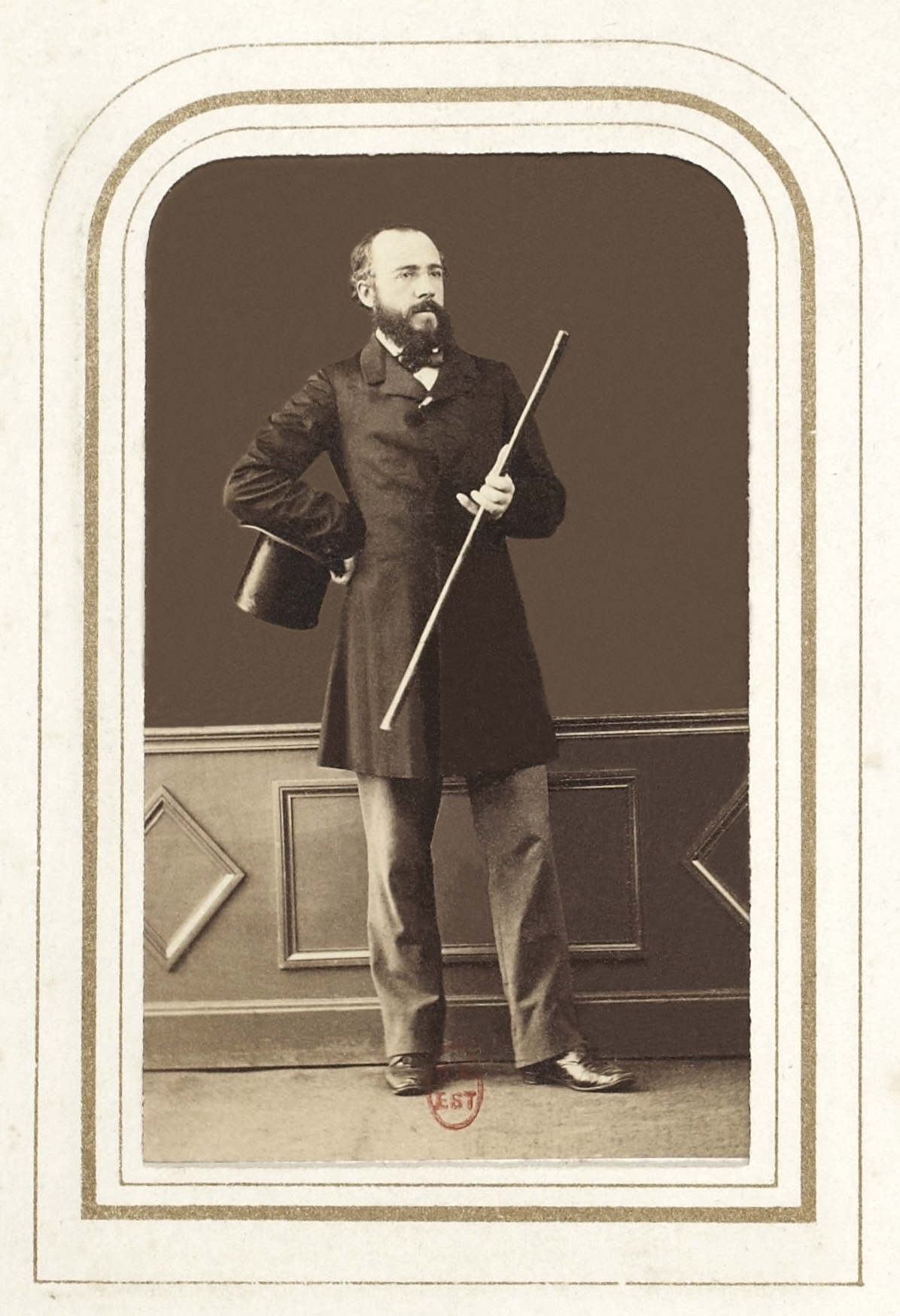
Charles Cordier omkring 1860.

Charles Henri Joseph Cordier, född 19 oktober 1827 i Cambrai, död 30 april 1905 i Alger, var en fransk skulptör.
Cordier gick 1845 in i École des beaux-arts och blev lärjunge till Rude. Då han efter en vacker debut 1848 kände sig dragen till studium av olika människoraser, fick han på statens bekostnad göra en resa till Afrika och östra Asien, där han studerade de olika typerna och framställde dem i statyer och grupper, ibland emaljerade eller utstyrda med olika bergarter, exempelvis onyx och porfyr. Hit hör en byst av Said Abdallah, Afrikansk Venus, neger- och mongoltyper, Grekisk palikar, Judinna från Algeriet, En mulattska, Arabkvinna, Fellah från Kairo, Arabisk schejk och så vidare. Därjämte utförde han porträttstatyer, som Columbus (1874, för Mexiko), ryttarstaty av Ibrahim pascha (för Kairo), stoder av aposteln Jakob, av Sainte Clotilde samt byster, som av kejsarinnan Eugénie, general Boulanger med flera, och även allegoriska och mytologiska bilder, som Harmonien och Poesien, karyatider för Stora operans i Paris foajé, Amfitrite samt Aurora och Skymningen (1889).